# Roosters (film, 1993)
Pour plus de détails, voir Fiche technique et Distribution.
Roosters est un film américain réalisé par Robert Milton Young, sorti en 1993.

## Fiche technique
- Titre : Roosters
- Réalisation : Robert Milton Young
- Scénario : Milcha Sanchez-Scott d'après sa pièce
- Photographie : Reynaldo Villalobos (en)
- Montage : Arthur Coburn (de)
- Musique : David Kitay
- Pays d'origine : États-Unis
- Genre : drame
- Durée : 110 minutes
- Date de sortie : 1993

## Distribution
- Edward James Olmos : Gallo Morales
- Sarah Lassez : Angela Estelle Morales
- Sônia Braga  Juana Morales
- María Conchita Alonso : Chata
- Danny Nucci : Hector Morales
- Mark Dacascos : le fils de Filipino
- Jesse Corti : (voix)